# Yoru no Kurage wa Oyogenai
Yoru no Kurage wa Oyogenai (夜のクラゲは泳げない lit. 'Las medusas no pueden nadar de noche'?), también conocida con la abreviatura YoruKura, es una serie de televisión de anime japonesa animada y producida por Doga Kobo y creada por JELEE. Se estrenó en abril de 2024 en Tokyo MX, Kansai TV y BS11.
Está previsto que una adaptación a manga ilustrada por Niko Fujii comience a publicarse en el sitio web de manga Magazine Pocket de Kodansha en el mismo mes.

## Sinopsis
Cuatro chicas, Yoru Mitsuki, una ilustradora que deja de dibujar, Nonoka Tachibana, una exidol que quiere demostrar su valía cantando, Nox Ryūgasaki, una VTuber autoproclamada «la más fuerte», y Kimura-chan, una misteriosa compositora que quiere apoyar a su persona favorita, forman juntas un grupo de artistas anónimos: «JELEE».

## Personajes

### JELEE
Mahiru Kōzuki (光月まひる Kōzuki Mahiru?) / Yoru Mitsuki (海月ヨル?)
 Seiyū: Miku Itō
Una estudiante de segundo año de secundaria a quien le encanta dibujar y debido a ello consigue realizar un mural de una medusa, animal que ama pero que lo deja luego de que se burlaran de su dibujo. Vuelve a dibujar después de que Kano defendiera el mural, y se desempeña como ilustradora de JELEE, convirtiéndose en el segundo miembro.
Kano Yamanouchi (山ノ内花音 Yamanouchi Kano?) / Nonoka Tachibana (橘ののか?)
 Seiyū: Rie Takahashi
Una exmiembro del grupo idol Sunflower Dolls quien era la voz principal, pero que se vio obligada a retirarse después de un escándalo donde estuvo involucrada ella y otra integrante. Posteriormente, empieza a trabajar como cantante anónima con el pseudónimo de JELEE bajo un intento de redención. Conoce a Mahiru luego de que esta la siguiera después de defender el mural que ella había creado. En un punto empieza a desarrollar sentimientos hacia Mahiru.
Kiwi Watase (渡瀬キウイ Watase Kiui?) / Nox Ryūgasaki (竜ヶ崎ノクス?)
 Seiyū: Miyu Tomita
Una VTuber y amiga de la infancia de Mahiru quien tiene un gran gusto por los mangas, lo cual la llevó a sufrir acoso escolar. Esto hizo que se convirtiera en una especie de hikikomori y se volviera la VTuber Nox Ryūgasaki. Se convierte en la cuarta y última miembro de JELEE luego de que Mahiru pidiera que la aconsejaran y aprovechan su posición de celebridad para promocionar JELEE y así mismo se encarga de la edición de los videos.
Mei "Kim Anouk" Takanashi (高梨・キム・アヌーク・めい Takanashi "Kimu Anūku" Mei?)
 Seiyū: Miyuri Shimabukuro
Una estudiante de segundo año de secundaria que toma lecciones de piano profesional y es una gran fanática de Kano, ya que la ayudó a superar sus ansiedades sociales. Se desempeña como compositora de JELEE y se convierte en la tercera integrante, luego de que Kano llegara a cumplirle una promesa que le hizo cuando aún era parte de Sunflower Dolls.

### Sunflower Dolls
Mero Setō (瀬藤メロ Setō Mero?)
 Seiyū: Miho Okasaki
La voz principal de Sunflower Dolls luego de la salida de Kano. Anteriormente también había sido la voz principal pero fue reemplazada por Kano, y al ver que la banda no tenía protagonismo se terminó convirtiendo también en un trol de internet con el seudónimo "MiraIdiota", donde llegaba a exhibir a idols de otras agrupaciones consiguiendo la cancelación de sus presentaciones y haciendo que Sunflower tomara sus lugares. Fue descubierta por Kano, lo que las llevó a un altercado físico que desembocó en la salida de Kano.
Momoko Yanagi (柳桃子 Yanagi Momoko?)
 Seiyū: Yukina Shuto
Una integrante de Sunflower Dolls.
Akari Suzumura (鈴村あかり Suzumura Akari?)
 Seiyū: Sally Amaki
Una integrante de Sunflower Dolls
Yukine Hayakawa (雪音早川 雪音 Hayakawa Yukine?)
 Seiyū: Yūko Kaida
Mánager de Sunflower Dolls, quien también es la madre de Kano y Mio.

### Otros personajes relacionados con la música
Shizue Baba (馬場 静江  Baba Shizue?) / Miiko (みー子 Miiko?)
 Seiyū: Sumire Uesaka
Una idol emergente quien aparenta tener 17 años pero que en realidad tiene 34, y es madre soltera de su hija Ariel. Tiene un altercado con Kano al principio, pero luego de pedirles su ayuda se sincera con sus fanes, consiguiendo su aceptación.

### Personajes Secundarios
Kaho Kōzuki (光月 佳歩 Kōzuki Kaho?)
 Seiyū: Ayu Matsuura
Hermana menor de Mahiru quien aparenta tener una mayor madurez que Mahiru.
Mion Hayakawa (早川 美音 Hayakawa Mion?)
 Seiyū: Chika Anzai
Hermana mayor de Kano que tiene una adicción por las bebidas gaseosas, lo que hace que en ocasiones llegue a hablar dormida.
Ariel Baba (馬場 亜璃恵瑠 Baba Arieru?)
 Seiyū: Nao Tōyama
Es la hija de Baba que ama todo lo que hace su madre, en especial su carrera de idol.
Koharu (小春?)
 Seiyū: Asami Seto
Una mujer que conoce a Kano y Kiwi en la escuela de manejo de motocicletas. Tiene una gran cantidad de cirugías plásticas, en especial en sus senos, donde dice que gastó un millón de yenes. Aparentemente desarrolló una atracción hacia Kiwi. 
Gerente Honami (保奈美店長 Honami-tenchō?)
 Seiyū: Hekiru Shiina
Es el gerente del bar donde Mahiru y Kano trabajan medio tiempo.

## Producción y lanzamiento
Yoru no Kurage wa Oyogenai es producida por Doga Kobo. Está dirigida por Ryōhei Takeshita, con composición de serie de Yūki Yaku, diseños de personajes originales de popman3580 y diseños adaptados para animación de Junichirō Taniguchi. El 1 de noviembre de 2023, se lanzó su primer PV completamente animado, junto con el elenco principal y más personal. También se anunció que la serie de anime se estrenaría el 7 de abril de 2024 en los canales Tokyo MX, Kansai TV y BS11. El espectáculo celebra el 50 aniversario de Doga Kobo y tiene lugar en Shibuya, Tokio. El tema de apertura será "Irodori" de KanoeRana, mientras que el tema de cierre será "Ichi-nichi wa 25-jikan" de Anna Tsurushima. Sentai Filmworks obtuvo la licencia de la serie en América del Norte, Australia e islas británicas, y lo transmitió en HIDIVE. Muse Communication obtuvo la licencia de la serie en el sudeste asiático y el sur de Asia y la transmitiran en su canal de YouTube Muse Asia.